# Symmetroctena variegata
Symmetroctena variegata là một loài bướm đêm trong họ Geometridae.